# Opowieść o Magach
Opowieść o Magach (OpMag) – syryjski apokryf nowotestamentowy, traktujący o magach, którzy złożyli pokłon Jezusowi.

## Historia
Tekst zachował się wyłącznie jako cytat zawarty w Kronice z Zuqnin z około 775 roku, jednak sam apokryf ma wcześniejsze pochodzenie. Należy je przesunąć przynajmniej na V wiek, jako że pochodzący z tego okresu Opus Imperfectum we fragmencie Liber apocryphum nomine Seth streszcza apokryf. Witold Witakowski jako datę powstania Opowieści o Magach podaje koniec IV wieku, na co miałoby wskazywać charakterystyczne dla wczesnej teologii semickiej traktowanie Ducha Świętego jako istoty kobiecej, aktualne w posługującym się językiem syryjskim Bliskim Wschodzie do V wieku. Autor był bliski ideom monastycznym, jednak jego utwór zawiera też wątki setiańskie, enkratyczne, manichejskie i związane z religiami irańskimi, jak zaratusztrianizm, zurwanizm i mitraizm.

## Treść
Apokryf opowiada o dwunastu magach o imionach: Zaharuandad, Hormizd, Ausztazp, Arszak, Zaruand, Aricho, Artachsziszat, Asztanbozan, Mahruq, Achszirach, Natsardich i Merodach. Mieszkali w mitycznej krainie Szir na Wschodzie i strzegli w Jaskini Skarbów Ukrytych Misteriów ksiąg spisanych przez Seta. Magowie mieli oczekiwać narodzin Syna Najwyższego Majestatu, co objawić się miało przez pojawienie się bardzo jasnej gwiazdy, i w tym celu co miesiąc wspinali się na Górę Triumfów, gdzie znajdowała się jaskinia. Po ukazaniu się gwiazdy weszli do jaskini, gdzie ujrzeli niewysłowione światło pod postacią „małego i skromnego człowieczka”, widzianego przez każdego z magów w innej formie. Z towarzyszeniem gwiazdy magowie udali się do Jerozolimy, gdzie dotarli w miesiącu nisan, a po wizycie u Heroda i zasięgnięciu rady starszych poszli do Betlejem. Po złożeniu pokłonu i darów Jezus przemówił do nich w dwóch mowach. Następnie magowie odbyli rozmowę z Maryją, po czym wrócili do ojczyzny. Po jakimś czasie do ich kraju przybył Juda Tomasz, przez którego zostali ochrzczeni i podjęli ewangelizację.
Tekst jest napisany niejasnym językiem. Występują liczne powtórzenia, błędy logiczne i językowe oraz pleonazmy.